# Anoplolejeunea conferta
Anoplolejeunea conferta là một loài Rêu trong họ Lejeuneaceae. Loài này được (C.F.W. Meissn. ex Spreng.) A. Evans mô tả khoa học đầu tiên năm 1908.